# Ruitenveen
Ruitenveen (Nedersaksisch: 't Roetenve(a)ne) is een plattelandskern in de gemeente Dalfsen, in de Nederlandse provincie Overijssel. De voormalige buurtschap ligt tussen de Hessenpoort in Zwolle en Nieuwleusen, aan en nabij de N758. Ruitenveen telt ongeveer 470 inwoners (verspreide huizen). In het dorp woonden vroeger veel agrariërs. De meeste bebouwing is gelegen aan de weg Ruitenveen, tussen de Staphorsterweg en Westerveen en langs de N758. Het dorp heeft een eigen basisschool, Het Kompas, gelegen aan de Petersweg.
Door het dorp worden elk jaar een buurtfeest en een bowlingavond georganiseerd. Om de 2 jaar, als er een WK of EK voetbal gespeeld wordt door het Nederlands elftal, komt het gros van de bewoners van Ruitenveen in een tent in de buurt bijeen om de wedstrijden van het Nederlands elftal te zien.

## Openbaar vervoer
Het dorp beschikt over bushaltes waar ComfortRRReis 301 (Zwolle - Ruitenveen - Nieuwleusen - Dedemsvaart) dienst doet.